# Upplands runinskrifter 44
Upplands runinskrifter 44 är en vikingatida runsten av granit i Törnby, Skå socken och Ekerö kommun. Stenen försvann någon gång mellan cirka 1795 och 1850, men återfanns 1981. Stenen återfanns i bitar som sedan sammanfogats. Endast en bit av toppen saknas. Runstenen är 2,25 meter hög och ungefär 0,65 meter bred. Inskriften är ristad och signerad av Snare.

## Inskriften
Translitterering av runraden:
§A aystin : ok : fraystin [: ra... ... i]ftiʀ : aista [: faþur · s]in : ok : ... 
§B asker : -- bu-a : --- : en : snari : iak
Normalisering till runsvenska:
§A Øystæinn ok Frøystæinn ræ[istu stæin] æftiʀ Æista, faður sinn, ok ... 
§B Asgærðr [at] bo[nd]a [sinn]. En Snari hiogg.
Översättning till nusvenska:
§A Östen och Frösten reste stenen efter Este, sin fader.
§B Äsgärd (reste) efter sin make, men Snare högg.